# Костоед красногрудый
Костоед красногрудый (лат. Necrobia ruficollis) — вид жуков из семейства пестряков (Cleridae).

## Распространение
Повсеместно.

## Описание
Яркоокрашенные жуки длиной 4,0—6,5 мм. Окраска тела красно-чёрная: усики, голова и брюшко чёрные, переднеспинка и основание надкрылий красные.
Глаза с вырезом в передней части. Форма последнего сегмента щупиков овальная. Усики с 3-члениковой крупной и широкой булавой, в которой последний членик равен по длине двум предыдущим вместе взятым.
Падальщик, питается мёртвыми животными, в том числе вяленым и копчёным мясом и шкурами животных, а также сыром. Он часто встречается у трупов на более поздних стадиях разложения и поэтому полезен в судебной энтомологии.

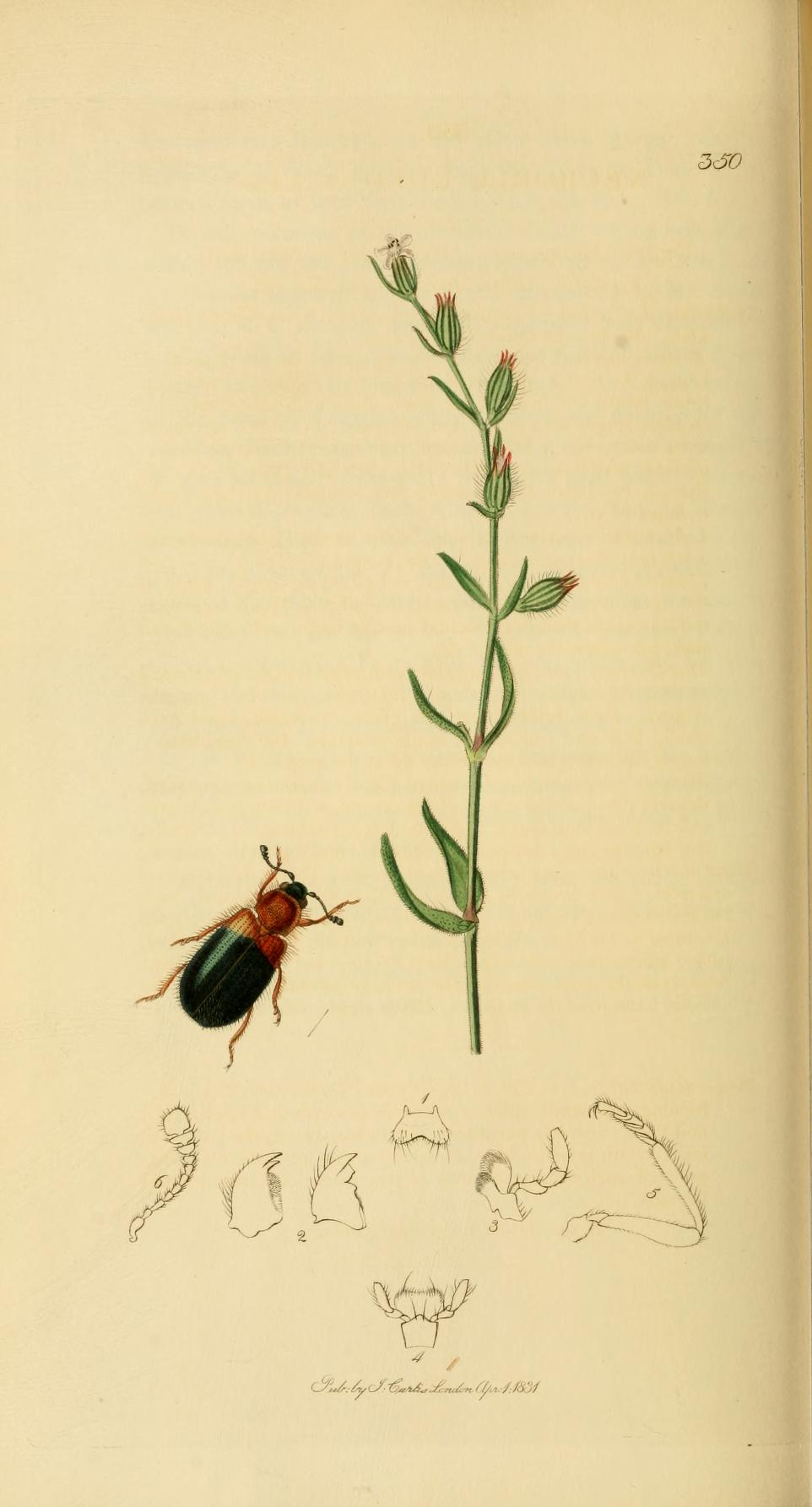

## Жук и судьба Латрея
Французский энтомолог и диакон Пьер Андре Латрей (будущий академик и основатель Энтомологического общества Франции в 1832 году) оказался в тюрьме в 1793 году в ожидании казни. Священник, придерживавшийся консервативных взглядов, он отказался присягнуть на верность государству в соответствии с Гражданской конституцией духовенства (1790), принятой во время Великой французской революции (фр. Constitution civile du clergé). Перед казнью приговорённым необходимо было пройти медицинский осмотр. Когда тюремный врач осматривал заключённых, он был удивлён, обнаружив, что Латрей разглядывает жука на полу темницы. Когда Латрей (которого и сейчас считают крупнейшим французским энтомологом) объяснил, что это было редкое насекомое, идентифицировав его как Necrobia ruficollis, врач был впечатлён и отправил насекомое местному 15-летнему натуралисту Жану Батисту Бори де Сен-Венсану (в будущем ставшему натуралистом, полковником, вулканологом, путешественником и академиком). Бори де Сен-Венсан знал работы Латрея и сумел добиться освобождения его самого и одного из его сокамерников. Все остальные заключённые были казнены в течение месяца.
Энтомологическое общество собрало деньги на оплату памятника Латрею. Он был установлен над его могилой на кладбище Пер-Лашез (39-й отдел) и представлял собой 9-футовый (2,7 м) обелиск с различными надписями, в том числе с изображением жука Necrobia ruficollis, спасшего жизнь Латрею: «Necrobia ruficollis Latreillii salvator» («Necrobia ruficollis, спасительница Латрейля»).